# Ercsenye
Ercsenye (németül: Henndorf im Burgenland) Gyanafalva településrésze, egykor önálló község Ausztriában, Burgenland tartomány déli részén, a Gyanafalvi járásban.

## Fekvése
Gyanafalvától 5 km-re északra a Rába és a Lapincs völgye között   fekszik

## Története
A terület már a bronzkorban lakott volt, a feltárások fibulát, lemezeket és spirálokat hoztak a felszínre. A 12. században a vidék a szentgotthárdi apátság birtokába jutott. Első írásos említése 1451-ben "Erchene" volt. További említései 1538 "Erchynya", 1581 "Erchyenj", 1620 "Erctchinie". Ez volt az apátság északnyugati határa. Korlátozottan művelhető földje miatt nem volt túlzottan termékeny része az uradalomnak a többi településhez képest, viszont a Stájerországból jövő kereskedelmi út itt haladt át és az erre jövőket Ercsenyénél vámolták meg. A vám egy időben Hunyadi János kezében volt, aki ezt 1451-ben Lévai Cseh Lászlónak adományozta.
1677-ben 46, 1716-ban 51, 1720-ban 44, 1744-ben 78, 1754-ben 82 ház állt a településen. 1787-ben 128 házában 728 lakos élt. 1830-ban 108 háza és 734 lakosa volt. 1857-ben már 120 házat és 796 lakost számláltak a településen.
Vályi András szerint "ERCSENYE. Hendorf. Német falu Vas Vármegyében, birtokosai a’ Czisztzertzita Szerzetbéli Atyák, lakosai katolikusok, fekszik Mór vizéhez nem meszsze, Badafalvának szomszédságában, ’s ennek filiája. Határja középszerű, fája, legelője elég, eladásra jó almatossága, de mivel hegyes helyen fekszik, ’s földgye néhol soványas, második Osztálybéli."
Fényes Elek szerint "Ercsény (Alsó- és Felső-), 2 német falu, Vas vgyében, a szentgothárdi uradalomban, a stájer széleken, igen jó bort termő szőlőhegygyel, 950 kath. lak."
Vas vármegye monográfiája szerint "Ercsenye, nagy stájer határszéli község, 148 házzal és 1001 németajkú, r. kath. vallású lakossal. Postája és távírója Gyanafalva. Az I. magyar és stiriai bányatársulat üzemben levő kőszénbányája a község határában van."
1910-ben 900, túlnyomórészt német lakosa volt. A trianoni békeszerződésig Vas vármegye Szentgotthárdi járásához tartozott. A békeszerződések Ausztriának ítélték és 1921-ben Burgenland tartomány része lett. 1971. január 1-jén Gyanafalvához csatolták.

## Nevezetességei
A hegyen álló Hirczy-kápolnát 1902-ben Hirczy Ferdinánd(1859-1922) építette, 1990-ben renoválták. A Sarlós Boldogasszony tiszteletére szentelték.